# Phyllocnistis symphanes
Phyllocnistis symphanes är en fjärilsart som beskrevs av Edward Meyrick 1926. Phyllocnistis symphanes ingår i släktet Phyllocnistis och familjen styltmalar. Inga underarter finns listade i Catalogue of Life.